# Wachtbudenberg
Der Wachtbudenberg (russisch Гора Вахтенная) ist die höchste Erhebung des Samlands im heutigen Oblast Kaliningrad der russländischen Föderation.
Der Wachtbudenberg ist eine 61 Meter hohe Erhebung der Kliffküste des Samlands im Westen von Filino (Klein-Kuhren). Das Samlandkliff steigt von Beregowoje (Tenkitten) nach Norden langsam bis Majak (Brüsterort) langsam an, wendet sich hier scharf nach Osten und erreicht im Wachtbudenberg seine größte Höhe. Dann senkt es sich allmählich nach Pionerski (Neukuhren) ab und verschwindet in Selenogradsk (Cranz). 
Der Wachtbudenberg war ein häufiges Motiv des Malers Waldemar Rösler. Der aus Königsberg stammende Maler Max Lindh (1890–1971) schuf kurz vor seinem Tod ein Gemälde des Berges aus seinem Gedächtnis.